# Баркер, Рэй
Рэй Баркер (англ. Ray Barker; 10 декабря 1889 — 28 июня 1974) — американский военный деятель, генерал-майор армии США. Участник Первой и Второй мировых войн. Играл важную роль в подготовке операции Оверлорд и переговорах о капитуляции Германии в 1945 году. С 1943 по 1944 год он занимал должность заместителя начальника штаба Европейского театра военных действий, а также заместителя начальника штаба Главного командования союзных сил (SHAEF).

## Биография
Родился 10 декабря 1889 года. Окончил Военную академию США в Вест-Пойнте в 1911 году.

### Первая мировая война
Служил в пехоте. Участвовал в боевых действиях на Западном фронте во Франции.

### Межвоенный период
Продолжил службу в армии США, окончил Командно-штабной колледж и Военный колледж армии США. Служил на различных штабных и командных должностях.

### Вторая мировая война
Во время Второй мировой войны занимал пост заместителя начальника штаба по планированию союзных операций. Был одним из организаторов операции Оверлорд — высадки союзников в Нормандии летом 1944 года. В 1945 году участвовал в переговорах о капитуляции немецких войск.

## Поздняя жизнь
После войны занимал административные должности в армии США. Умер 28 июня 1974 года.

## Награды
- Медаль «За выдающиеся заслуги» (Distinguished Service Medal)
- Орден Почётного легиона (Франция)